# Might and Magic III : Les Îles de Terra
Might and Magic III : Les Îles de Terra (titre original : Isles of Terra) est un jeu vidéo de type dungeon crawler sorti en 1991. Il a été développé par le studio New World Computing. C'est le troisième volet de la série Might and Magic.

## Histoire
Après avoir vaincu Sheltem et ses forces de CRON dans Might and Magic II, le groupe d'aventuriers est amené dans le propre monde de Sheltem : Terra. Une fois de plus, les aventuriers doivent aider Corak à neutraliser Sheltem. Terra est divisée en plusieurs îles et pour la première fois adopte la forme d'un planisphère dont on peut faire le tour.

## Système de jeu
MM3 emploie la même interface de perspective à la 1re personne que les deux précédents volets. L'action se fait toujours au tour par tour. Cependant, ce troisième volet incorpore des améliorations. Les graphismes sont plus colorés grâce aux capacités de l'affichage VGA. Un certain nombre de cartes son sont acceptés par le jeu, offrant des effets spéciaux améliorés, une musique de fond et des dialogues numérisés. La grande nouveauté de ce volet est surtout l'utilisation de la souris.
Auparavant les personnages étaient représentés par du texte, désormais ils le sont par un portrait qui change d'apparence selon la condition physique du personnage (normal, empoisonné, malade, maudit, fatigué, ivre, etc.). Les sorts peuvent être sélectionnés à partir d'une liste, avant il fallait entrer au clavier un code correspondant au sort choisi. Les cartes ne sont plus limitées à une grille de 16x16 carrés de terrain. Les ennemis peuvent être détectés à l'avance en les voyant au loin. D'où la possibilité d'utiliser des armes de jet (arc, fronde, arbalète). Dans les jeux précédents, les rencontres étaient aléatoires et souvent surprenantes.
L'amélioration la plus notable consiste à pouvoir sauvegarder à n'importe quel endroit du jeu (à l'exception de l'Arène et du donjon du château Greywind) et non à des emplacements bien déterminés comme dans les opus précédents. La sauvegarde du jeu prend en compte le fait que des créatures ont été tuées. Dans les deux opus précédents, les terres étaient en permanence peuplées de créatures ennemis.

## Versions
- 1991 - DOS
- 1992 - Amiga, Mega Drive (version non commercialisée, restée à l'état de prototype[1])
- 1993 - Mega-CD (uniquement au Japon)
- 1993 - PC-Engine (Super CD-ROM2) (uniquement au Japon et aux États-Unis)

## Accueil
| Might and Magic III : Les Îles de Terra |    |     |
| Dragon Magazine                         | US | 5/5 |